# Telmatobius dankoi
Telmatobius dankoi, conocida también como ranita del Loa, es una especie de anfibios de la familia Leptodactylidae. Su nombre específico dankoi honra al científico chileno Danko Brncic. Antes de su descripción en 1999, era confundida con Telmatobius halli.

## Descripción
La ranita del Loa tiene un cuerpo aplanado, con patas palmeadas y de tamaño bastante pequeño, características que le permiten vivir en ambientes acuáticos y no salir nunca del agua. Los machos adultos miden entre 49 y 55 mm y las hembras entre 46 y 52 mm. Tiene pequeñas espinas en el tercio posterior del cuerpo, costados, cabeza y extremidades. El tímpano y el anillo timpánico están ausentes. Los dedos de los pies están palmeados. Los machos tienen pequeñas espinas nupciales. Los renacuajos son grandes: el renacuajo medido más largo fue de 85 mm. El cuerpo es ovoide y mide aproximadamente 30 mm  entre los renacuajos más grandes.
Se ha observado que se alimenta de pequeños camarones que viven escondidos bajo el sedimento. El contenido estomacal de dos especímenes adultos estudiados reveló una dieta compuesta de larvas de odonato, caracoles del género Littoridina y anfípodos de la especie Hyalella gracilicornis.

## Distribución geográfica y conservación

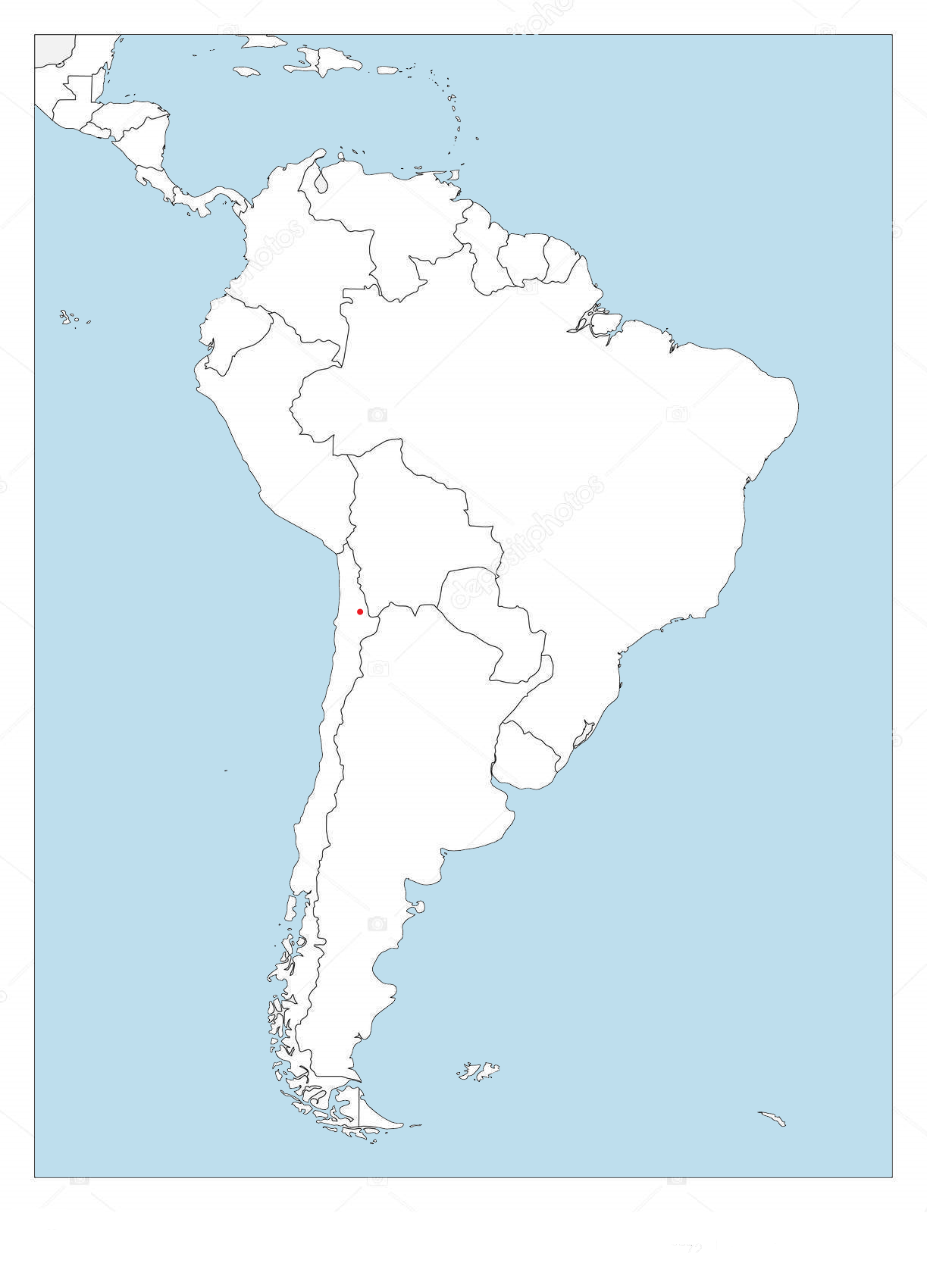
Mapa de distribución.

Habita en el Río Loa, Chile. Actualmente se encuentra en peligro crítico de extinción por la degradación de su hábitat natural. En 2014 se reportó una última población de 62 ejemplares, de los cuales 14 fueron llevados al Centro de Reproducción de Anfibios Nativos del Zoológico Nacional en Santiago para su conservación en cautiverio y posterior reintroducción. En 2020, se dio a conocer el nacimiento de cerca de 200 crías a partir de los ejemplares bajo el cuidado del Zoológico Nacional.
Posteriores estudios en terreno han logrado identificar nuevos ejemplares que estarían reproduciéndose en su entorno silvestre y que fueron relocalizados en el sector de Ojos de Opache, zona distante a unos seis kilómetros de su hábitat natural, en las cercanías de Calama.
En marzo de 2024, se anunció que fueron encontrados seis ejemplares y una larva en buenas condiciones en su hábitat natural en el sector Las Vertientes en Calama.